# Wereldkampioenschappen synchroonzwemmen 2009 – Duet technische routine
Het Wereldkampioenschap synchroonzwemmen 2009 technische routine voor duetten vond plaats op 20 en 21 juli 2009 in Rome, Italië. De voorronde vond plaats op 20 juli, de beste 12 duetten kwalificeerde zich voor de finale die een dag later plaatsvond. Titelverdediger was het Russische duet Anastasia Davydova en Anastasia Ermakova.

## Uitslagen

### Voorronde
| Rang | Naam                                    | Nationaliteit       | Score  | Bijz. |
| ---- | --------------------------------------- | ------------------- | ------ | ----- |
| 1    | Anastasia Davydova Svetlana Romasjina   | Rusland             | 98.833 | Q     |
| 2    | Andrea Fuentes Gemma Mengual            | Spanje              | 97.500 | Q     |
| 3    | Jiang Tingting Jiang Wenwen             | China               | 96.166 | Q     |
| 4    | Yukiko Inui Chisa Kobayashi             | Japan               | 94.667 | Q     |
| 5    | Tracy Little Élise Marcotte             | Canada              | 94.333 | Q     |
| 6    | Beatrice Adelizzi Giulia Lapi           | Italië              | 93.833 | Q     |
| 7    | Daria Joesjko Kseniya Sydorenko         | Oekraïne            | 92.333 | Q     |
| 8    | Apolline Dreyfuss Lila Meessemann-Bakir | Frankrijk           | 92.000 | Q     |
| 9    | Natalia Anthopoulou Despoina Solomou    | Griekenland         | 91.833 | Q     |
| 10   | Meghan Kinney Jillian Penner            | Verenigde Staten    | 89.833 | Q     |
| 11   | Nayara Figueira Lara Teixeira           | Brazilië            | 89.667 | Q     |
| 12   | Olivia Allison Jenna Randall            | Verenigd Koninkrijk | 89.166 | Q     |
| 13   | Sona Bernardova Alžběta Dufková         | Tsjechië            | 87.167 |       |
| 14   | Mariana Cifuentes Evelyn Guajardo       | Mexico              | 86.667 |       |
| 15   | Park Hyunha Park Hyunsun                | Zuid-Korea          | 86.333 |       |
| 16   | Anastasia Gloushkov Ester Levy          | IJsland             | 86.000 |       |
| 16   | Sarah Amrein Stephanie Jost             | Zwitserland         | 86.000 |       |
| 18   | Nadine Brandl Elisabeth Mahn            | Oostenrijk          | 85.500 |       |
| 19   | Anastasiya Mazgo Darya Navaselskaya     | Wit-Rusland         | 84.333 |       |
| 20   | Wiebke Jeske Edith Zeppenfeld           | Duitsland           | 80.500 |       |
| 21   | Reem Abd Elazem Dalia El Gebaly         | Egypte              | 80.334 |       |
| 22   | Dorottya Kovács Kata Stumpf             | Hongarije           | 79.334 |       |
| 23   | Anna Soto Mary Soto                     | Venezuela           | 78.666 |       |
| 24   | Elena Radkova Kalina Yordanova          | Bulgarije           | 78.000 |       |
| 25   | Etel Sanchez Sofia Sanchez              | Argentinië          | 77.833 |       |
| 26   | Valentina Popova Anastasiya Ruzmetova   | Oezbekistan         | 77.500 |       |
| 27   | Eloise Amberger Sarah Bombell           | Australië           | 76.667 |       |
| 28   | Cristina Nicolini Elena Tini            | San Marino          | 74.334 |       |
| 29   | Rodriguez Gonzales Grisel Tendero Llada | Cuba                | 73.167 |       |
| 30   | Mei Shan Krishnan Jodie Ng En Pei       | Singapore           | 72.000 |       |
| 31   | Nadezhda Gómez Violeta Mitinian         | Costa Rica          | 71.667 |       |
| 32   | Lok Ka Man Wong Cheng U                 | Macau               | 68.500 |       |
| 33   | Arsyi Sabihisma Tri Eka Sandiri         | Indonesië           | 66.334 |       |
| 34   | Lilit Davidyan Margarita Ghazaryan      | Armenië             | 56.833 |       |

### Finale
| Rang   | Naam                                    | Nationaliteit       | Score  |
| ------ | --------------------------------------- | ------------------- | ------ |
| Goud   | Anastasia Davydova Svetlana Romasjina   | Rusland             | 98.667 |
| Zilver | Andrea Fuentes Gemma Mengual            | Spanje              | 97.333 |
| Brons  | Jiang Tingting Jiang Wenwen             | China               | 95.667 |
| 4      | Yukiko Inui Chisa Kobayashi             | Japan               | 94.333 |
| 5      | Beatrice Adelizzi Giulia Lapi           | Italië              | 93.834 |
| 6      | Tracy Little Élise Marcotte             | Canada              | 93.833 |
| 7      | Daria Joesjko Kseniya Sydorenko         | Oekraïne            | 92.667 |
| 8      | Apolline Dreyfuss Lila Meessemann-Bakir | Frankrijk           | 92.167 |
| 9      | Natalia Anthopoulou Despoina Solomou    | Griekenland         | 90.833 |
| 10     | Nayara Figueira Lara Teixeira           | Brazilië            | 90.333 |
| 11     | Olivia Allison Jenna Randall            | Verenigd Koninkrijk | 89.166 |
| 12     | Meghan Kinney Jillian Penner            | Verenigde Staten    | 88.500 |